# صلح در خانه، صلح در جهان

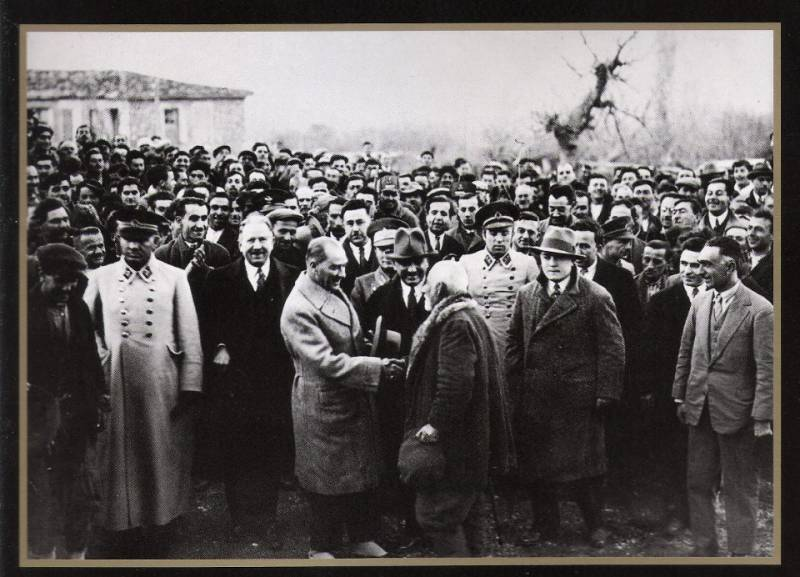
کمال آتاتورک در جریان تورهای آناتولی در سال ۱۹۳۱ با یک شهروند گپ می‌زند.

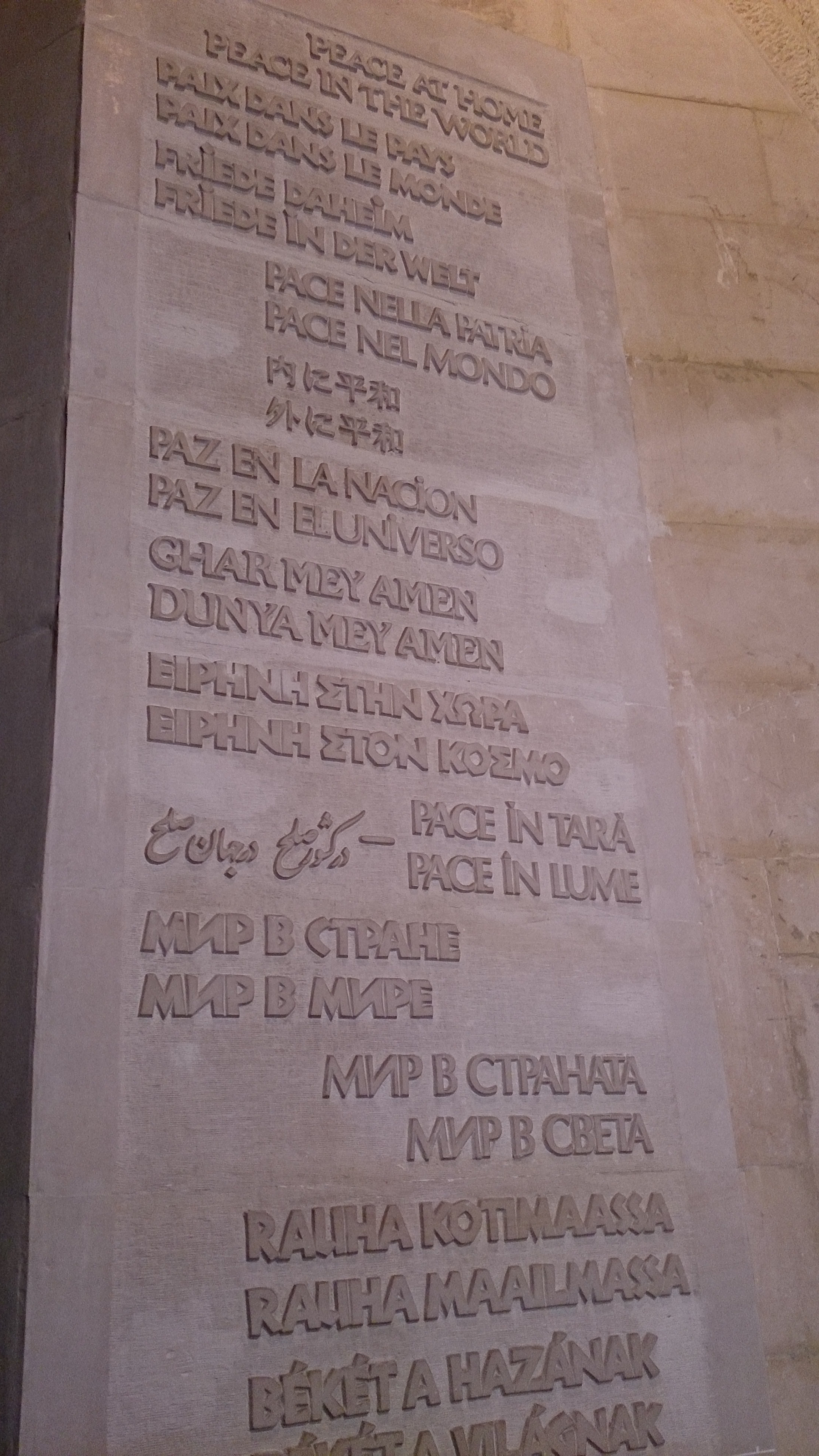
نقل قول به زبانهای مختلف در موزه نظامی استانبول، تالار شهدا

در زبان ترکی، شعار «Yurtta sulh, cihanda sulh» به معنای صلح در خانه، صلح در جهان برای اولین بار توسط مصطفی کمال آتاترک در ۲۰ آوریل ۱۹۳۱ در جریان تورهای خود در آناتولی برای عموم خوانده شد. این موضع‌گیری بعداً به عنوان سیاست خارجی جمهوری ترکیه اعلام و اجرا شد.
جمله کامل اصلی " Cumhuriyet Halk Fırkası'nın müstakar umumî siyasetini şu kısa cümle açıkça ifadeye kâfidir zannederim: Yurtta sulh, cihanda sulh için çalışıyoruz " بود ترجمه این جمله به فارسی: «برای توصیف سیاست پایدار و کلی دیپلماتیک حزب جمهوری خواه خلق، من فکر می‌کنم این جمله کوتاه کافی است: ما برای صلح در خانه، صلح در جهان تلاش می‌کنیم.»
«صلح در خانه، صلح در جهان» به عنوان مرکزی‌ترین اصل در هرگونه فعالیت دولت تلقی می‌شود. این بیانیه به صلح و آسایش در داخل کشور و همچنین صلح و امنیت بین‌المللی اشاره دارد. این اصل اساس سیاست‌های داخلی و خارجی ترکیه است. این اصل کمالیسم معتقد است که هر مشکلی که در جهان وجود داشته باشد می‌تواند به همه آسیب برساند؛ بنابراین، ملتها نباید نسبت به مشکلات ملتهای دیگر بی‌تفاوت باشند.